# Рэйки

На японском

Рэ́йки (яп. 霊気), Рейки — вид альтернативной медицины, в котором используется техника так называемого «исцеления путём прикасания ладонями» (англ. palm healing). Профессионалами иногда классифицируется как вид «восточной медицины».
В соответствии с характеристиками (требованиями), утверждёнными Международным Стандартом, практика рэйки относится к целительству (гр. 324 «Лекари народной медицины и целители, лечащие внушением и молитвами» ISCO-88, МОТ, Женева). В России целительство с использованием метода «Рэйки» не является медицинской деятельностью и не лицензируется. Практикующими и рядом исследователей считается духовной практикой, с научной точки зрения является псевдонаукой.
Практика рэйки основана в 1922 году Микао Усуи (англ. Usui Mikao). Слово «рэйки» состоит из двух иероглифов: рэй и ки. В японском рэй имеет значение вселенная, дух, душа. Ки означает энергию, разум, настроение. В англоязычных странах рэйки иногда называют «универсальной жизненной энергией». В конце XX века стало появляться множество разновидностей и течений рэйки.
Практикующие рэйки заявляют, что могут передавать пациентам исцеляющую энергию «ки» посредством своих рук. Для этого они создают медитативную атмосферу и последовательно располагают свои ладони на теле пациента в так называемых «позициях Рейки». Также существует вариант практики, при котором целитель и пациент находятся в разных местах. Практикующие заверяют, что исцеляющая энергия может быть доступна каждому с помощью «настройки», проводимой Мастером рэйки.
Концепция существования «жизненной энергии» («биополя») отвергается современной наукой как псевдонаучная. Опубликованный в 2008 году систематический обзор клинических исследований заключил, что не существует достаточных свидетельств в пользу предположения, что рэйки является эффективной терапией для какого-либо заболевания, и что ценность рейки остаётся недоказанной. Американское онкологическое общество заявило, что в настоящее время не существует научных доказательств того, что рэйки может помочь в лечении рака или какого-либо другого заболевания.

## История рэйки

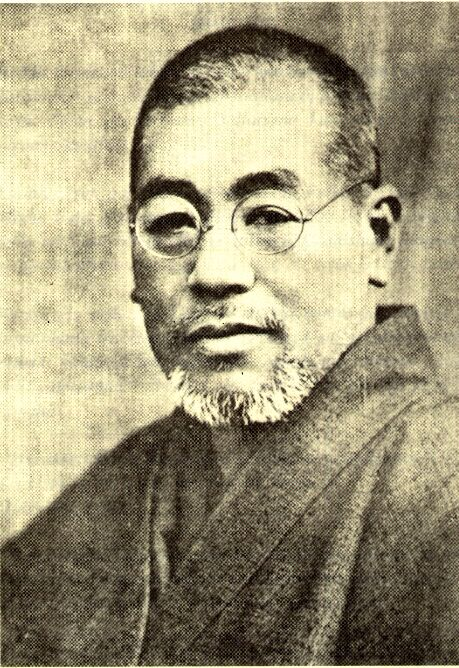
Mikao Usui 甕男 臼井 Микао Усуи (1865—1926)

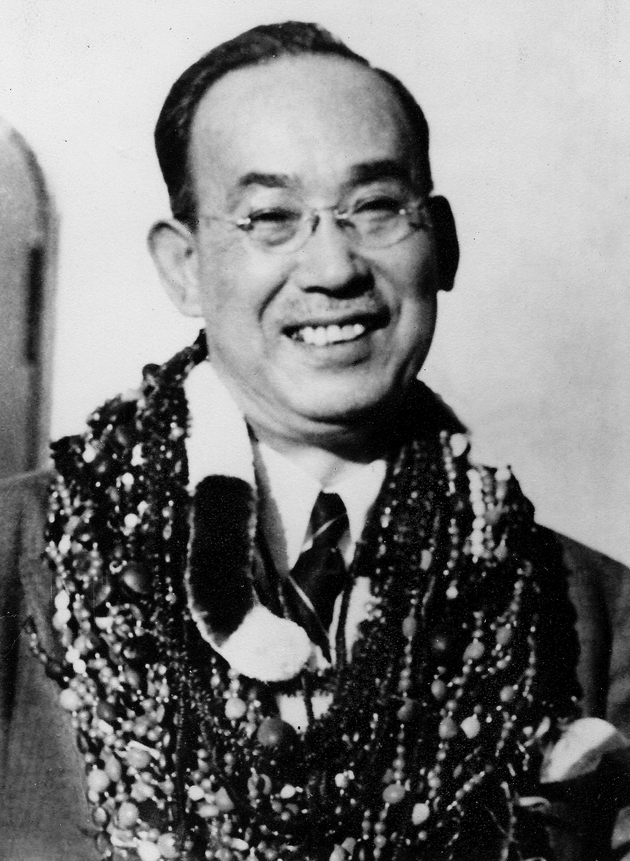
Chujiro Hayashi 忠次郎林 Тюдзиро Хаяси (1880—1940)

Официальной датой создания системы Усуи Рэйки является 1922 год. Именно в этот период Микао Усуи основал целительское общество в Токио. Он назвал его Усуи Рэйки Риохо Гаккай, что означает Общество Усуи целительской системы рэйки. Микао Усуи стал первым его президентом. После его смерти на этом посту его сменили ближайшие ученики и последователи. Созданное Микао Усуи общество рэйки существует в Японии и по сей день.
В основе системы Микао Усуи лежат знания и традиции восточной медицины и даосских энергетических практик. Большое влияние на будущую систему оказало изучение практик синтоизма и буддизма. Некоторые техники, описанные Микао Усуи в своём руководстве по целительству, были известны задолго до создания системы Усуи.
История создания рэйки была сродни многим другим духовным поискам. В тяжёлый период Микао Усуи отправился искать «смысл жизни». Согласно древним японским обычаям, в трудные моменты жизни люди совершают паломничество в святые места, чтобы найти ответы на насущные вопросы. Следуя своей буддийской практике, Микао Усуи начал медитировать в храмах священной горы Курама (символы, используемые теперь в рэйки, можно найти в мандалах и на стенах часовен и храмов священной горы). Во время последней медитации его цель была достигнута, и Микао Усуи соприкоснулся с мощной духовной энергией.
По окончании своих поисков Микао Усуи вернулся домой, чтобы наладить жизнь своей семьи и испробовать новую систему в действии. По его мнению, она была эффективной, и Микао Усуи решил сделать Рэйки Риохо доступным для всех людей. Однако чтобы иметь возможность практически использовать свою систему, Микао Усуи предстояло в течение нескольких лет доказывать жизнеспособность, благотворность и безвредность рэйки, работая с людьми. Затем Микао Усуи представил результаты своих изысканий правительству и, получив одобрение, открыл свою первую школу. Он основал духовное общество целителей, работающих по системе естественного исцеления посредством наложения рук «Усуи Рэйки Риохо Гаккай» как «свободную систему», чтобы ни один человек не смог предъявить права на владение ею, доступную всем, кто желает её практиковать. У Микао Усуи было множество учеников, некоторых из них он посвятил в ранг «мастеров» («учителей системы»).

## Пять принципов рэйки
Микао Усуи полагал, что здоровое тело определяется здоровым духом. Поэтому он рекомендовал следовать пяти жизненным правилам императора Мэйдзи. Ниже представлен один из переводов текста с японского языка, который Микао Усуи давал своим ученикам.
|                                 | | Дословный перевод |
| 招福の秘法 萬病の靈藥           | Сокровенное искусство достижения счастья, Чудодейственное средство от всех болезней.                                              |                   |
| 今日丈けは                      | Именно сегодня: |                   |
| ～怒るな                        | — Не гневайся, |                   |
| ～心配すな                      | — Не беспокойся, |                   |
| ～感謝して                      | — Пребывай в состоянии благодарности,                                                                                             | Благодари         |
| ～業をはけめ                    | — посвящай себя полностью работе,                                                                                                 | Работай           |
| ～人に親切に                    | — будь добр к людям | Будь добр к людям |
| 朝夕合掌して心に念じ 口に唱へよ | Каждое утро и каждый вечер соединяй ладони в молитве. Пусть эти слова, произносимые твоими губами, станут молитвой твоего сердца. |                   |

## Западная школа рэйки

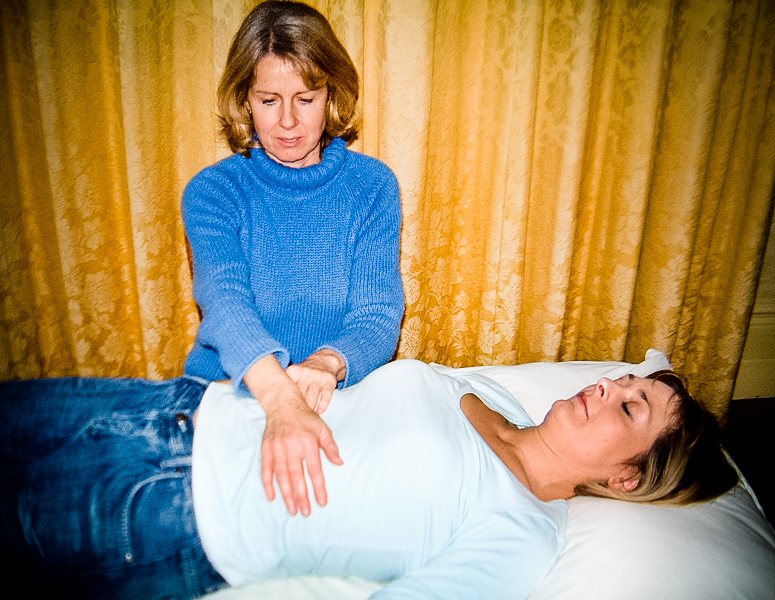
Рэйки в действии

Распространение и развитие западного учения рэйки начиналось в Америке благодаря Хаваё Такате, обучавшейся у Тюдзиро Хаяси, который был одним из последних учеников Усуи, удостоенных звания Учителя. Однако после смерти Микао Усуи, в связи с разногласиями с президентом «Усуи Рэйки Риохо Гаккай» того времени — Дзюдзабуро Усида, Тюдзиро Хаяси пришлось изменить название своей клиники, которая называлась прежде «Клиника памяти Усуи». Теперь клиника стала называться «Хаяси Рэйки Риохо Кэнкю-кай» (Исследовательский центр Хаяси по методу рэйки). Будучи врачом, Тюдзиро Хаяси сместил фокус системы рэйки в сторону медицинской практики и несколько видоизменил метод Усуи. Это и послужило причиной его выхода из членов «Усуи Рэйки Риохо Гаккай». Хаяси продолжил развитие своего метода и сформировал своё общество. Его система стала называться «Усуи Шики Рэйки Риохо», в то время как оригинальное учение носило название «Целительный метод Усуи» или «Усуи Рэйки Риохо». Он разработал также специальные позиции рук, удобные для условий клиники, где чаще всего с одним пациентом работали сразу несколько целителей. Однако он никогда не преподавал в своей школе строго определённых позиций рук, которым обучают теперь на Западе. Кроме этого, как и все ученики Микао Усуи, Хаяси хранил рукописные записи своего учителя, а также свои заметки. Некоторые из них он опубликовал. Одной из таких публикаций была книга «Руководство по лечению рэйки». Хаяси также раздавал каждому из своих студентов портрет Микао Усуи, копию его заповедей и изображение каждого символа.
Тюдзиро Хаяси посвятил на уровень Мастера около двадцати человек, среди которых была и Хаваё Таката, ставшая родоначальницей западного течения рэйки. Она придала истории рэйки некоторую христианскую окраску, а также внесла ряд существенных изменений в процесс обучения. Скорее всего, это было сделано для того, чтобы рэйки было принято христианским обществом и могло в нём распространяться. Практика рэйки действительно стала очень популярной в Европе, Америке и других странах, однако это же стало причиной значительных разногласий относительно «традиционности» и истинности истории происхождения рэйки. Тем не менее, основной заслугой Хаваё Такаты является знакомство западного общества с системой Рэйки.

## Другие школы рэйки
Понятие «рэйки» существовало в Японии задолго до создания системы Микао Усуи. Поэтому он назвал свою методику Усуи Рэйки Риохо, указав тем самым на то, что практикует открывшийся именно ему аспект «энергии рэйки».
На сегодняшний день существует несколько десятков методик, в названии которых есть слово «рэйки». Основателями подобных направлений, как правило, являются Мастера рэйки. Достигнув определённого уровня, каждый Мастер начинает формировать свой стиль, вырабатывать свои методы, видоизменять систему в соответствии со своим мироощущением.

## Клинические исследования рэйки

Выписка из протокола № 014 от 25.08.2005

Одним из участников клинических исследований рэйки является Национальный Центр Комплементарной и Альтернативной Медицины США (NCCAM), финансируемый федеральным правительством США. Согласно данным NCCAM, люди используют рэйки для борьбы со стрессами, страхами, эмоциональными расстройствами, хроническими болями и для улучшения самочувствия в целом, во время сеанса клиенты могут испытывать глубокую релаксацию, жар, покалывания, сонливость или бодрость. В 2007 году NCCAM заявил об отсутствии научных доказательств эффективности рейки и аналогичных методик баланса «жизненной энергии», связанных с расположением рук целителя над телом пациента.
Другие заявленные эффекты, возникающие после сеансов Рэйки: сокращение послеоперационного времени пребывания в стационаре и существенное сокращение применения обезболивающих препаратов улучшения при психологических травмах, сокращение боли у онкологических больных, повышение иммунитета.
Практикующие рэйки советуют обращаться к докторам при серьёзных проблемах со здоровьем и утверждают, что данный метод исцеления не является заменой традиционной медицины, но дополняет её.
Рандомизированное контролируемое клиническое исследование, опубликованное в 2008 году, не показало эффективность рэйки для больных фибромиалгией (хронические мышечные боли).
Рандомизированное контролируемое клиническое исследование рэйки с использованием двойного слепого метода, опубликованное в 2011 году, не показало существенной эффективности рэйки для снижения болей при кесаревом сечении. Характерной особенностью данного исследования было то, что Мастер рэйки находился на расстоянии 100 км от пациентов.
Опубликованный в 2008 году систематический обзор клинических исследований эффективности рэйки показал, что большинство из них имеет ряд методологических недостатков, и что не существует достаточных доказательств для предположения, что метод является эффективным средством для лечения каких-либо заболеваний. Сама ценность этого метода остаётся неподтверждённой.
По данным систематического обзора существующих клинических исследований эффективности рэйки, выполненного в университете Торонто в 2009 году, изученные клинические испытания хоть и показывают в некоторых случаях отличную от плацебо эффективность метода рэйки, но имеют ряд существенных методологических недостатков. В связи с чем было сделано заключение, что все исследованные научные работы не могут служить доказательством эффективности данного метода.

## Критика
Концепция существования «энергии рэйки» не основывается на каких-либо научных физических или биологических теориях.
Рэйки относится к таким же методикам целительства, как и праническое лечение, шаманизм и другие, эффективность которых не доказана, а свидетельства о якобы положительных результатах обычно объясняются некорректными и неточными методиками тестирования и сложностью проведения корректного плацебо-контролируемого клинического исследования.
Метод рэйки хоть и считается безопасной практикой, но опасен тем, что может послужить причиной отказа от лечения методами официальной медицины, когда это необходимо.
Рэйки при лечении пациентов выступает как вспомогательная составляющая (см. Комплементарная медицина), но не заменяет традиционное лечение.
В 2009 году Конференция католических епископов США опубликовала постановление (Guidelines for Evaluating Reiki as an Alternative Therapy) о прекращении практикования рэйки в католических госпиталях и центрах уединения. В постановлении утверждается, что для католических учреждений и священников являются неприемлемыми продвижение или поддержка терапии рэйки, поскольку данная терапия не совместима ни с христианским учением, ни с научными данными.
Рядом представителей Русской православной церкви, а также исследователями антикультового направления, опубликованы негативные оценки системы рэйки, в которых она позиционирована от оккультной практики до деструктивной секты (деструктивного культа).